# 松木 (印西市)
松木（まつき）は、千葉県印西市の大字。郵便番号270-2307。

## 地理
北は安食卜杭、東は中田切、南は笠神、西は将監に隣接している。

## 小字
小字は以下の通り。
- 古川（ふるかわ）
- 百間割（ひゃっかんわり）
- 四畝埜（よせや）
- 向埜（むかいや）
- 将監前（しょうげんまえ）
- 和田沼（わだぬま）

## 歴史
江戸期は松木新田であり、下総国印旛郡のうち。笠神埜原新田に属す。寛文年間下利根川掘割工事の際、相馬郡松木村の一部が河川敷となり、代替地として笠神村御立野原を開発して成立。寛文11年国手形寺請状改綴によれば、入百姓9、うち布川領出身8（吉植家文書）。はじめ幕府領、元禄14年から佐倉藩領、享保8年から再び幕府領。村高は「元禄郷帳」「天保郷帳」ともに見えず、「旧高旧領」91石余。江戸中・後期は笠神埜原新田4か村組の1つで、享保15年四ヶ村組年貢割付状によれば、畑・屋敷・埜地畑から成り反別11町5反余、年貢は永1貫44文余を納入、ほかに、新々田3町1反余。あったが砂押・水腐で年貢米は賦課されなかった（吉植家文書）。

### 年表
- 1873年（明治6年） - 千葉県に所属。
- 1889年（明治22年）4月1日 - 町村制施行し、下曽根新田、下井新田、松木新田、将監新田、中田切新田、長門屋新田、和泉屋新田、佐野屋新田、甚兵衛新田、中根新田、行徳新田、松虫新田、押付新田、萩原新田、安食卜杭新田の大部分、小林新田、酒直卜杭新田が合併し埜原村が発足。埜原村大字松木新田となる。
- 1910年（明治43年） - 小林新田が改称し、埜原村大字松木となる[5]。
- 1913年（大正2年）4月1日 - 本郷村・埜原村が合併し、本埜村が発足。本埜村松木となる。
- 2010年（平成22年）3月23日 - 印旛村・本埜村が印西市に編入。印西市本埜松木となる。

## 世帯数と人口
2017年（平成29年）10月31日現在の世帯数と人口は以下の通りである。
| 大字 | 世帯数 | 人口 |
| ---- | ------ | ---- |
| 松木 | 16世帯 | 49人 |

## 施設
- 水神社